# Cisterne romane
Questo è un Elenco delle cisterne romane presenti nell'arco della Storia romana. Usate prevalentemente per l'uso di acquedotti, terme o basilari per la Marina militare romana.

## Cisterne
|  | Cisterne                                  | Luogo                               | Nazione                        | approvvigionamento di acqua                         | Ampiezza (m)                        | Lunghezza (m)                        | Altezza (m) | Profondità d'acqua (m)          | Capacità (m³)   | Volume (m³) | Note                                                                              |
|  | Yerebatan Sarayı                          | Istanbul                            | Turchia                        |                                                     |                                     |                                      |             |                                 |                 |             |                                                                                   |
|  | Cisterna di Filosseno                     | Istanbul                            | Turchia                        |                                                     |                                     |                                      |             |                                 |                 |             |                                                                                   |
|  | Cisterna di Ezio                          | Istanbul                            | Turchia                        | Acquedotto di Valente                               | 85                                  | 244                                  |             | 13-15                           | 250.000-300.000 |             |                                                                                   |
|  | Cisterna di Aspare                        | Istanbul                            | Turchia                        | Acquedotto di Valente                               | 152                                 | 152                                  |             | 10-11                           | 230.000-250.000 |             |                                                                                   |
|  | Cisterna di Teodosio                      | Istanbul                            | Turchia                        |                                                     |                                     |                                      |             |                                 |                 |             |                                                                                   |
|  | Piscina mirabilis                         | Bacoli                              | Italia                         | Aqua Augusta                                        | 25                                  | 66                                   | 10,3        | 7,5                             | 10700           | 14300       | [ 1 ]                                                                             |
|  | Botte dell'acqua                          | Santa Maria di Licodia              | Italia                         | Sorgenti, oggi alimentanti la Fontana del Cherubino |                                     |                                      |             |                                 |                 |             |                                                                                   |
|  | Ninfeo dei Benedettini                    | Catania                             | Italia                         | Acquedotto romano di Catania                        |                                     |                                      |             |                                 |                 |             |                                                                                   |
|  | Grotta Dragonara                          | Bacoli, fraz. Miseno                | Italia                         | Pioggia?                                            | 70                                  | 72                                   | 9,5         | 4,5                             | 7700            | 11900       | [ 1 ]                                                                             |
|  | I Cisternoni                              | Albano Laziale                      | Italia                         | Acquedotto delle Cento Bocche                       | 45,50 (lato sud); 47,90 (lato nord) | 29,62 (lato est); 31,90 (lato ovest) |             | 3-4 metri (a seconda dei punti) |                 | 10132       |                                                                                   |
|  | Aïn Mizeb                                 | Thugga                              | Tunisia                        | Acquedotto                                          |                                     |                                      |             |                                 |                 | 9000        |                                                                                   |
|  | Aïn El Hammam                             | Thugga                              | Tunisia                        | Acquedotto                                          |                                     |                                      |             |                                 |                 | 6000        |                                                                                   |
|  | Cripta Romana                             | Pozzuoli, fraz. Cuma                | Italia                         | Aqua Augusta                                        | 31                                  | 38                                   | 8,0         | 3,0                             | 2100            | 5300        | [ 1 ]                                                                             |
|  | Cisterne Romane                           | Fermo                               | Italia                         | Pioggia                                             | 30 circa                            | 70 circa                             | 6 m         | 0,7                             | 3000            | 10000       | [ 1 ]                                                                             |
|  | "Cisternone" romano di Castellone         | Formia                              | Italia                         | Da sorgenti site sulle colline circostanti          | Max 25                              | Max 64.90 (lato più Lungo)           | 7,5         | 1                               | 7000            |             | Del I secolo a.C. Pianta irregolare (visitabile durante alcuni periodi dell'anno) |
|  | Cisterna Maggiore                         | Formia                              | Italia                         | Pioggia, sorgenti ormai estinte                     |                                     |                                      |             |                                 | 900             |             |                                                                                   |
|  | Cisterna detta delle "36 Colonne"         | Formia                              | Italia                         | Pioggia, sorgenti ormai estinte                     |                                     |                                      | 2           |                                 | 220             |             |                                                                                   |
|  | Piscina Cardito, Cisterna meridionale     | Pozzuoli                            | Italia                         | Acquedotto Campano                                  | 16                                  | 55                                   | 6,0         | 4,5                             | 4000            | 5300        |                                                                                   |
|  | Piscina Lusciano                          | Pozzuoli                            | Italia                         | Aqua Augusta                                        | 25                                  | 27                                   | 6,5         | 4,0                             | 2700            | 4400        |                                                                                   |
|  | Tunnel Cistern                            | Bacoli, fraz. Baia                  | Italia                         | Pioggia                                             | 3,5                                 | 300                                  | 3,0         | 2,0                             | 2100            | 2800        | [ 1 ] [ 5 ]                                                                       |
|  | Cento Camerelle, Cisterna superiore       | Bacoli                              | Italia                         | Pioggia                                             | 18                                  | 23                                   | 7,8         | 5,5                             | 2000            | 2450        | [ 1 ]                                                                             |
|  | Cento Camerelle                           | Pozzuoli                            | Italia                         | Acquedotto Campano?                                 | 7                                   | 70                                   | 5,2         | 2,0                             | 850             | 2000        | [ 1 ]                                                                             |
|  | Cento Camerelle, Cisterna inferiore       | Bacoli                              | Italia                         | Pioggia                                             | 2                                   | 160                                  | 4,0         | 3,0                             | 960             | 1100        | [ 1 ] [ 5 ]                                                                       |
|  | Piscina Cardito, Cisterna settentrionale  | Pozzuoli                            | Italia                         | Acquedotto Campano                                  | 8                                   | 34                                   | ?           | 1.3                             | 350             | ?           | [ 1 ]                                                                             |
|  | Cisterna grande della villa di Domiziano  | Ville Pontificie di Castel Gandolfo | Stato della Città del Vaticano | Acquedotto di Malafitto alto                        | 123 m                               | 10,95 m                              |             |                                 |                 |             |                                                                                   |
|  | Villa Jovis                               | Capri                               | Italia                         |                                                     |                                     |                                      |             |                                 |                 |             |                                                                                   |
|  | Cisterna Torlonia                         | Castel Gandolfo                     | Italia                         | Acquedotto di Malafitto basso                       | 43,48 m                             | 31,80 m                              |             |                                 |                 |             |                                                                                   |
|  | Cisterna di via Aurelio Saffi             | Albano Laziale                      | Italia                         | Acquedotto delle Cento Bocche                       | 30 metri                            | 4,16 metri (forse parziale)          |             |                                 |                 |             |                                                                                   |
|  | Cisterne piccole della villa di Domiziano | Ville Pontificie di Castel Gandolfo | Stato della Città del Vaticano | Acquedotto di Malafitto alto                        |                                     |                                      |             |                                 |                 |             |                                                                                   |
|  | Cisterna dell'antica Canatha              | Qanawat                             | Siria                          |                                                     |                                     |                                      |             |                                 |                 |             |                                                                                   |
|  | Cisterna romana di Fonte Nuova            | Fonte Nuova                         | Italia                         | Forse pioggia                                       | 13 metri                            | 12 metri                             |             |                                 |                 |             |                                                                                   |
|  | Cisterna romana della villa di Faonte     | Roma                                | Italia                         | Forse pioggia                                       | 29,5 metri                          | 14 metri                             |             |                                 |                 |             | [ 9 ]                                                                             |